# Allée couverte

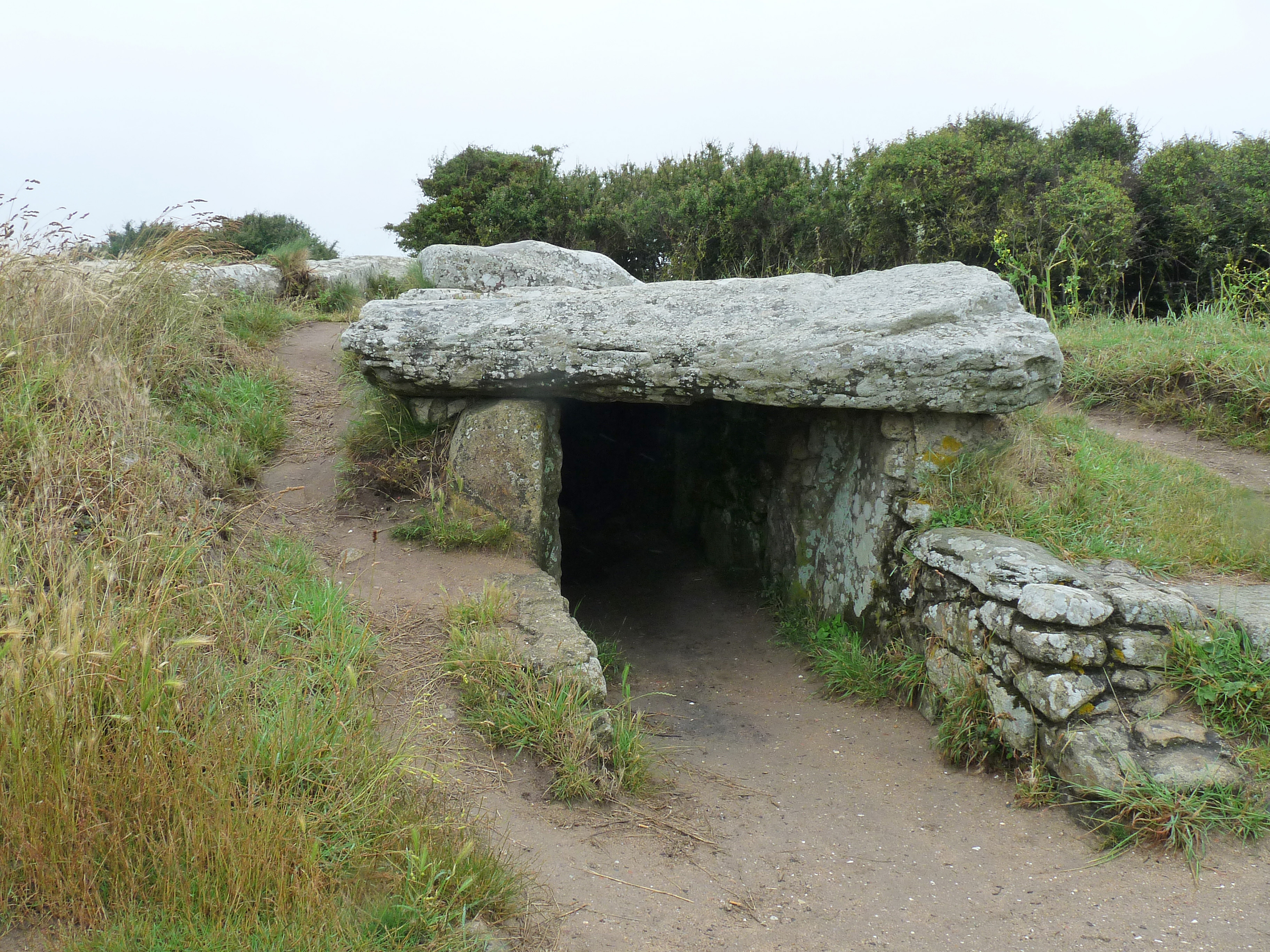
Allée couverte des Pierres Plates

Een allée couverte is een megalithisch bouwwerk. Het is een type dolmen dat in Frankrijk en België voorkomt en wordt toegeschreven aan de Seine-Oise-Marnecultuur. Een officiële Nederlandse vertaling bestaat niet, maar de term komt overeen met overdekte gaanderij. In België worden de Dolmen van Wéris en de Dolmen van Oppagne tot dit type gerekend.

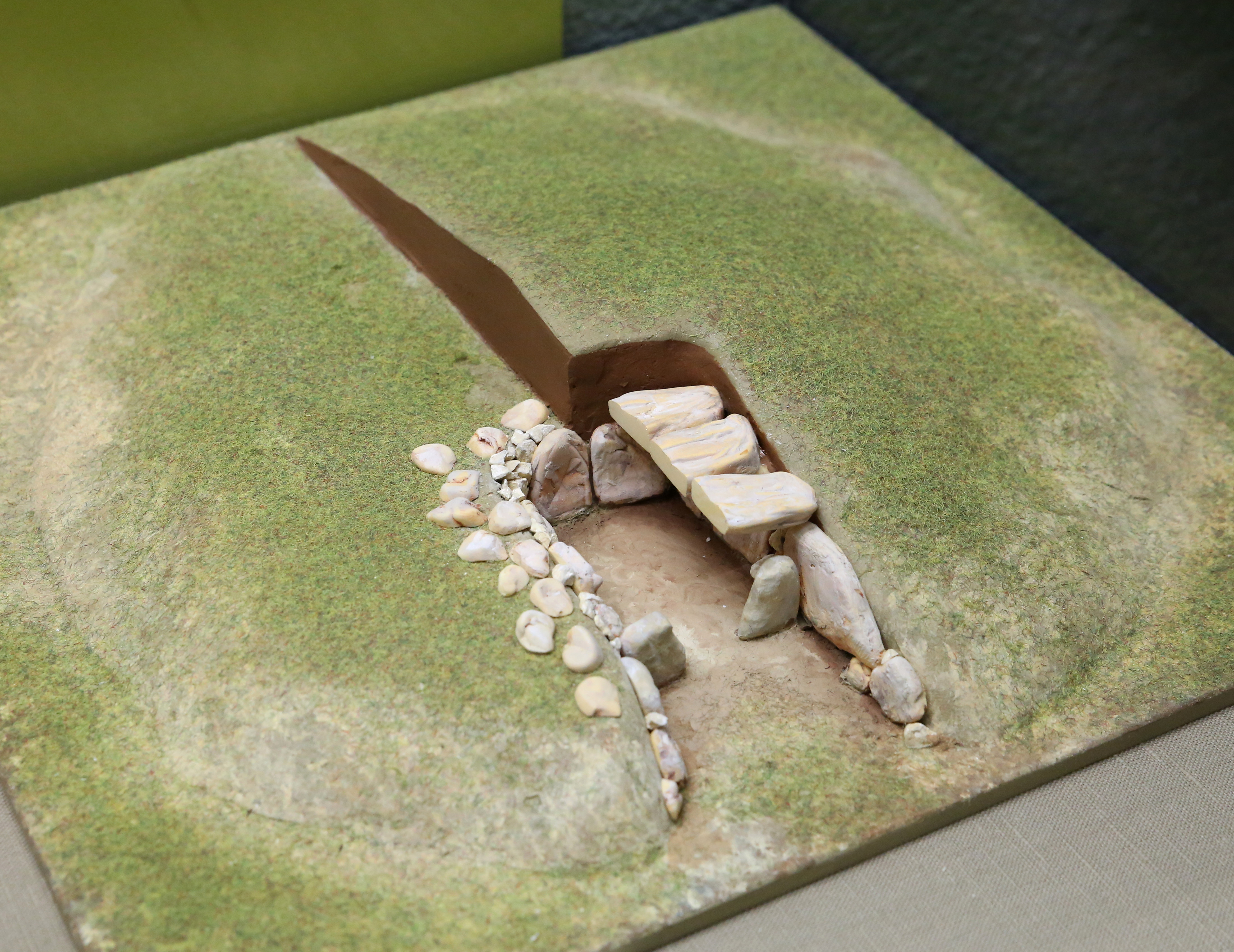
Model van allée couverte de Barbehère

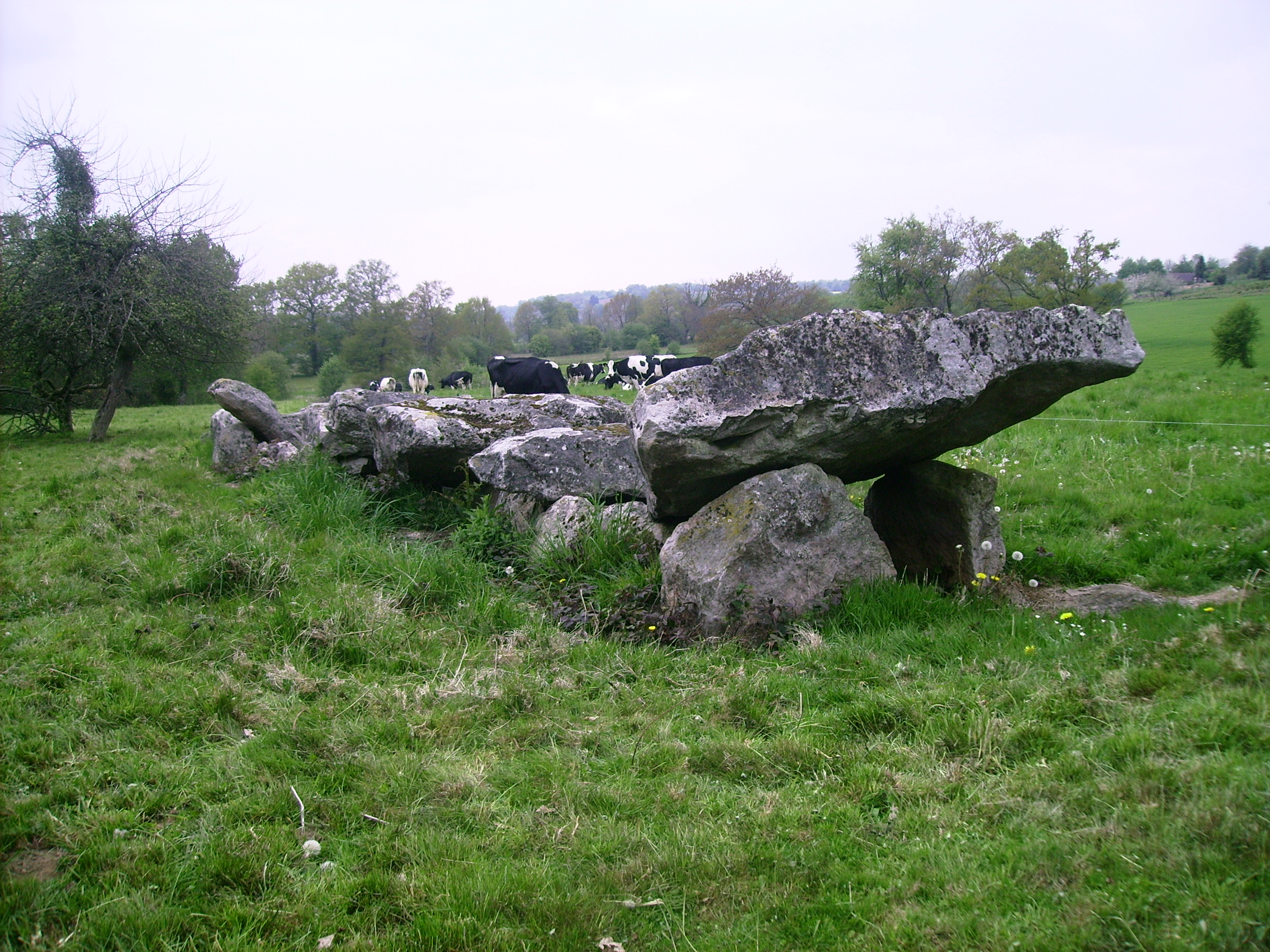
Allée couverte de la Bertinière

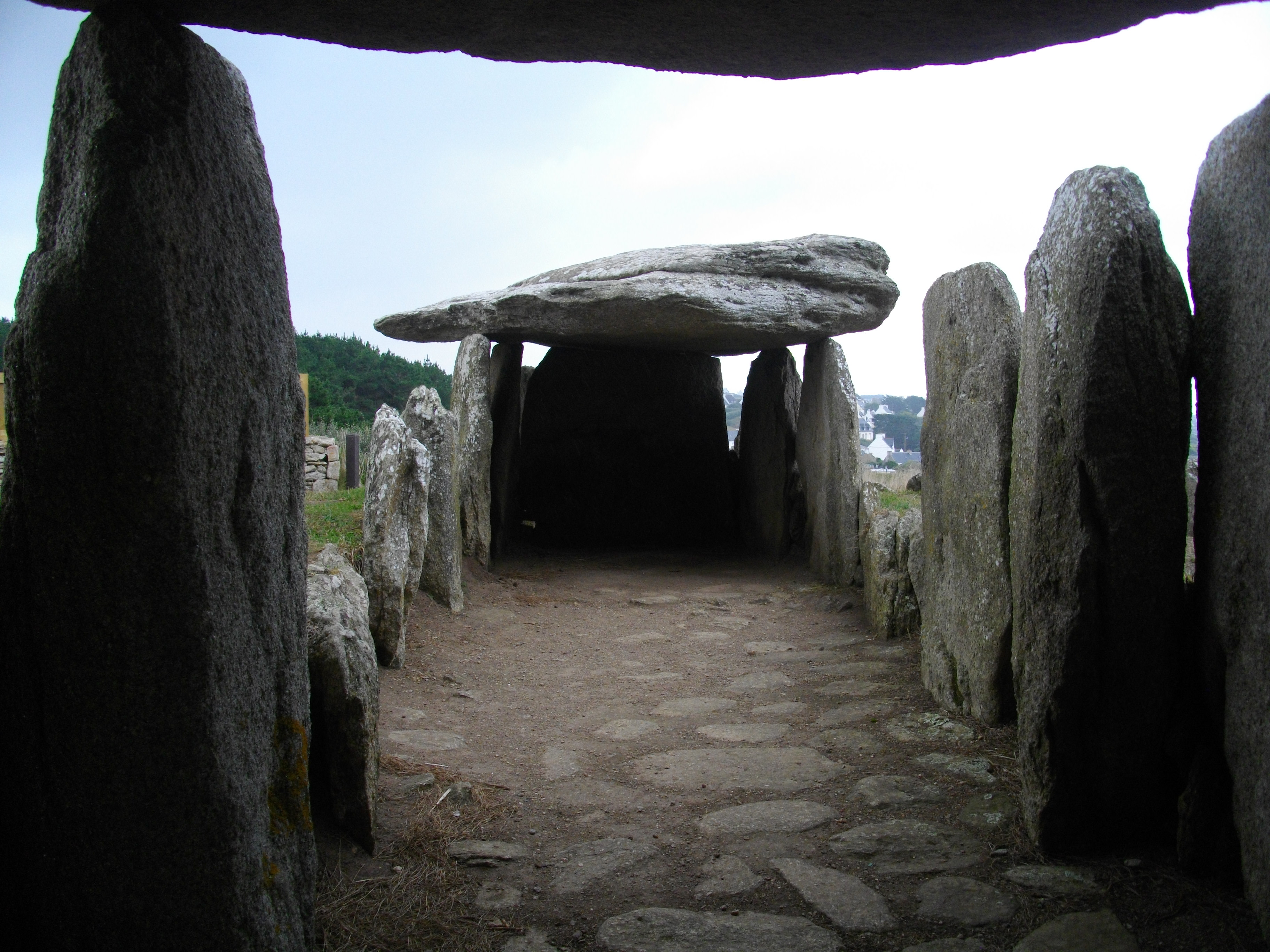
Allée couverte Menez Korriged

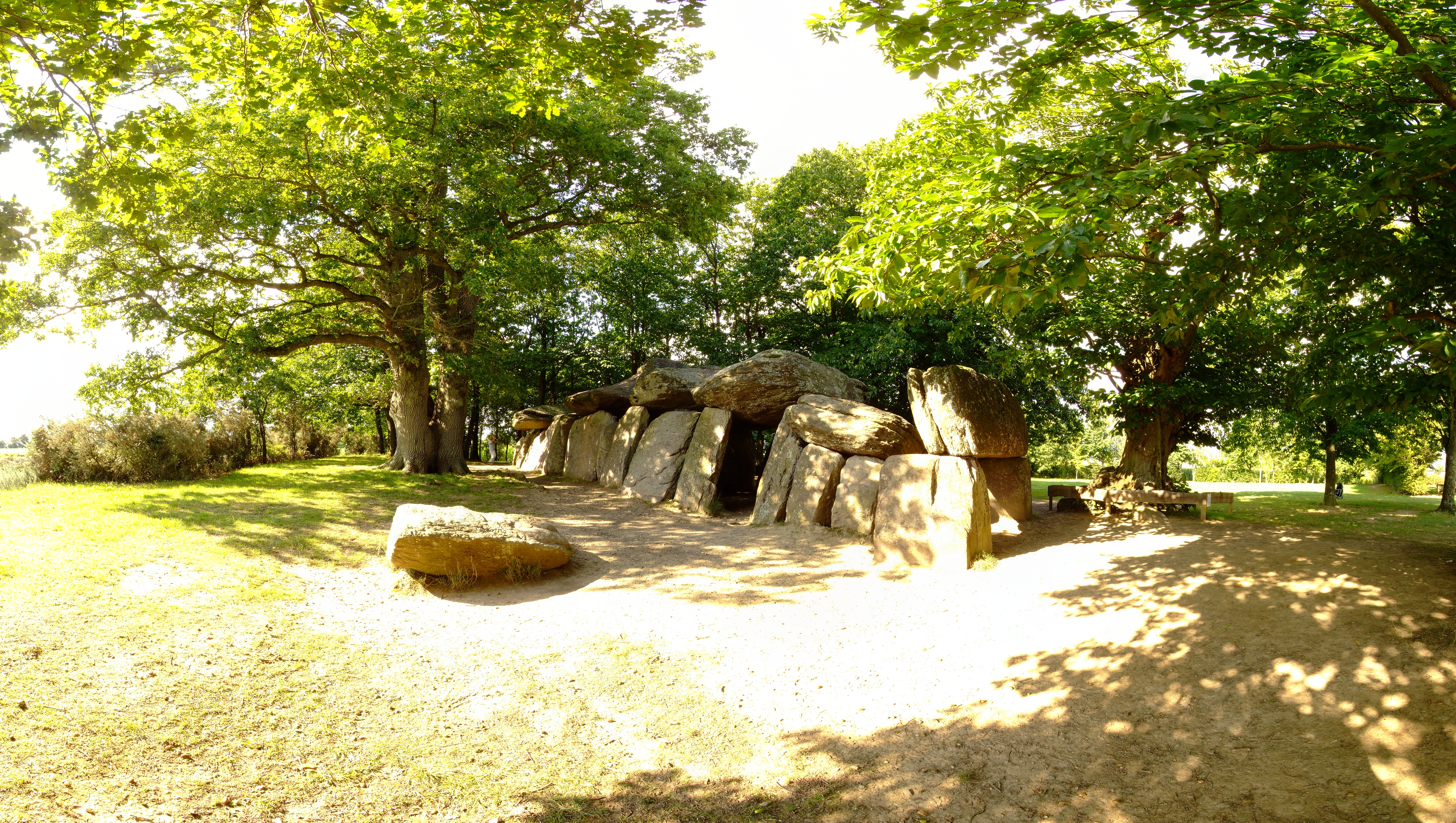
La Roche-aux-Fées

De allée couverte is meer rechthoekig van vorm dan de 'gewone' dolmen (die vierkant is). Bij de allée couverte is de ingang aan een van de twee smalle zijkanten geplaatst, in tegenstelling tot de Nederlandse dolmens (hunebedden) waarbij de ingang juist aan de lange zijde geplaatst is.
Bij een allée couverte gaat het vaak om een rechthoekig uitgegraven kuil, waarin de draagstenen zijn geplaatst. Op deze draagstenen zijn weer dekstenen geplaatst. De ruimtes tussen de draagstenen werd opgevuld door stopstenen, maar deze zijn inmiddels grotendeels verdwenen. De dekstenen kwamen destijds op het niveau van het maaiveld. Zo waren alleen de dekstenen en de ingang zichtbaar. Er bestaan echter ook allée couvertes, waarbij de draagstenen op het maaiveld geplaatst zijn.
De vloer van een allée couverte is verhard met stenen die in de vorm van tegels zijn gehouwen. Een allée couverte heeft na de ingang een voorportaal. Na dit voorportaal komt de grafkamer. Tussen het voorportaal en de grafkamer zijn één of twee dwars geplaatste (toegangs)stenen geplaatst. Vaak zit hier een ronde opening in. Er zijn voorbeelden waarbij het gat met een aparte ronde steen werd afgesloten. In andere gevallen gebeurde dit met ronde houten palen. Dit gat wordt Seelenloch of trou d'âme genoemd, maar deze naam is niet neutraal. In plaats van de Nederlandse vertaling zielengat wordt dan ook liever gewoon gesproken over opening of patrijspoort.
Van enkele allée couvertes is de ligging nog bekend, maar de stenen zijn in de 19e eeuw verdwenen. Net als bij andere megalithische bouwwerken zijn de stenen gebruikt voor de aanleg van wegen, dijkophoging of de bouw van woningen. Ook zijn exemplaren vernietigd om de herinnering aan een "heidens" verleden uit te wissen.
Een allée couverte heeft veel overeenkomsten met het Galeriegrab uit Duitsland en de wedge tomb uit Ierland.

## Afbeeldingen

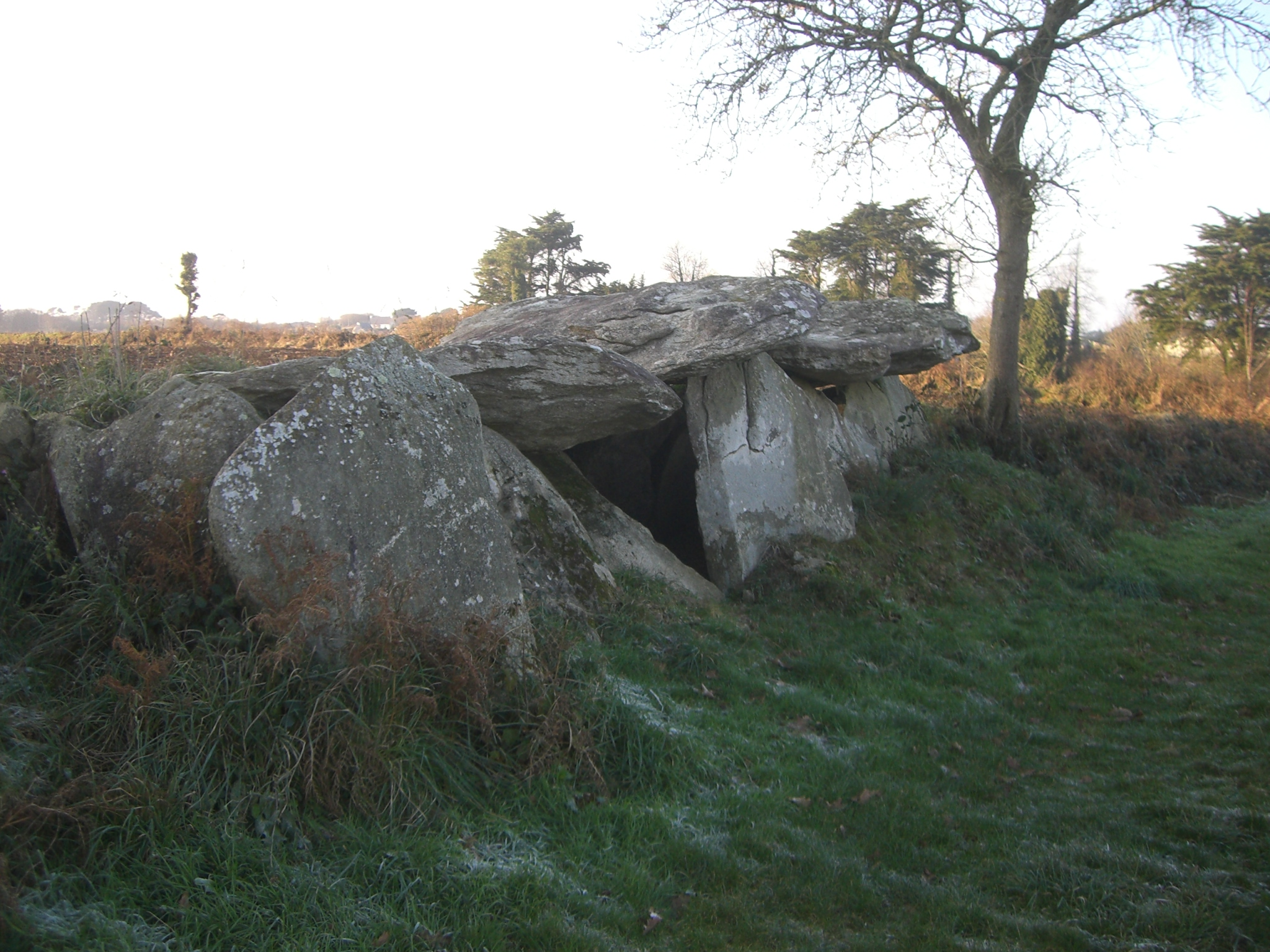
Allée couverte de Kerbalanec à Beuzec-Cap-Sizun
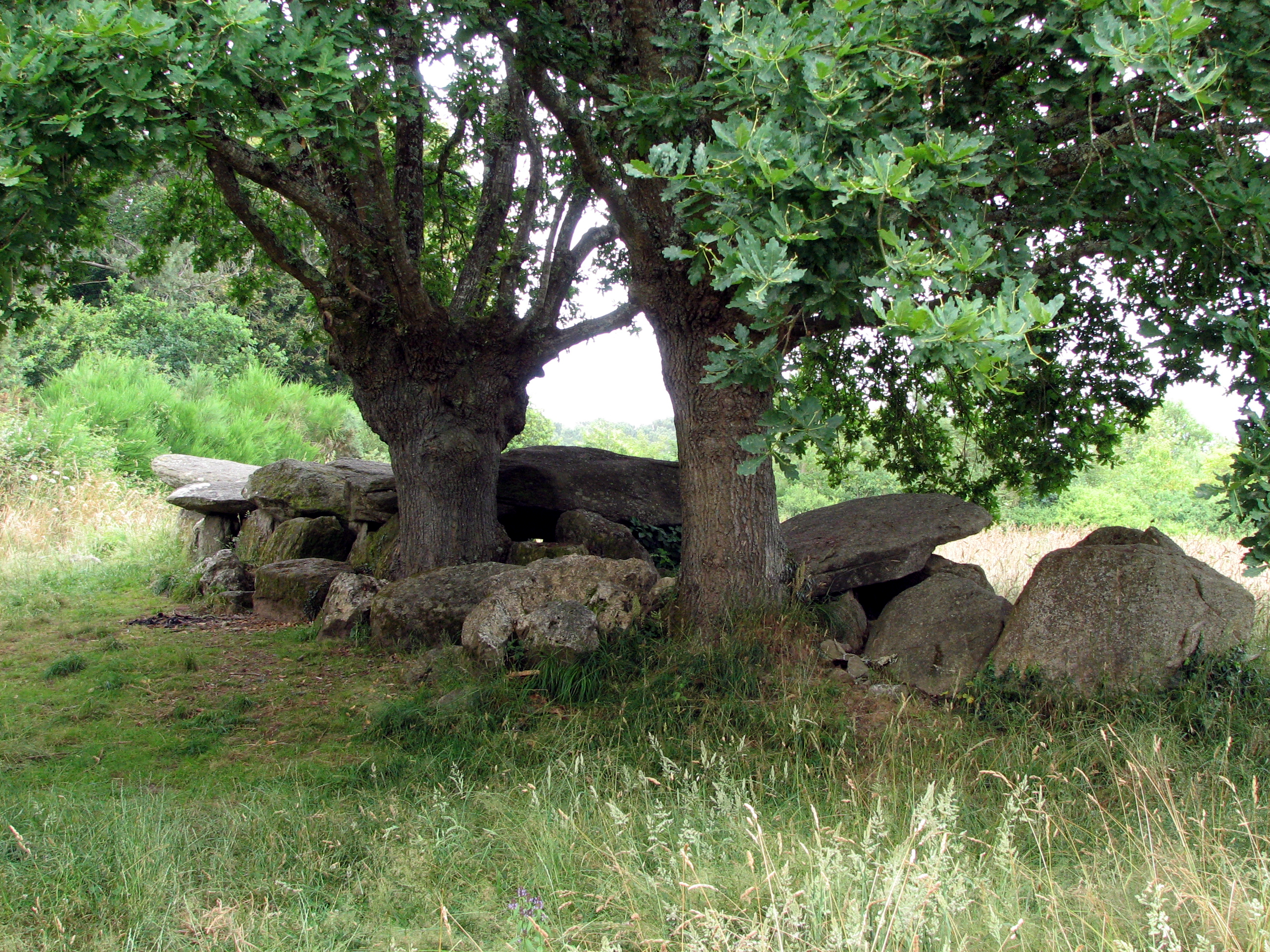
Allée couverte de Moëlan-sur-Mer
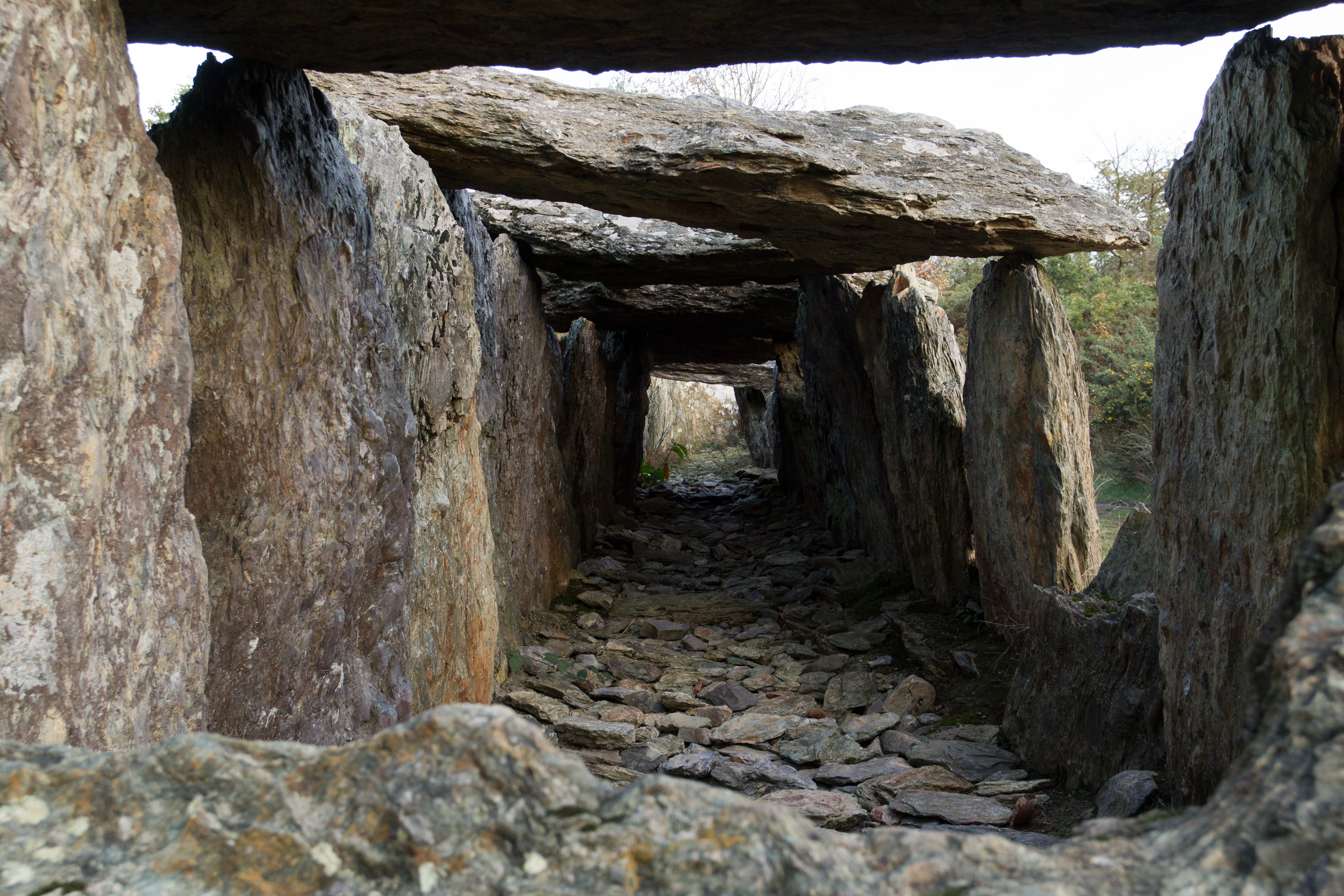
Allée couverte du Tréal
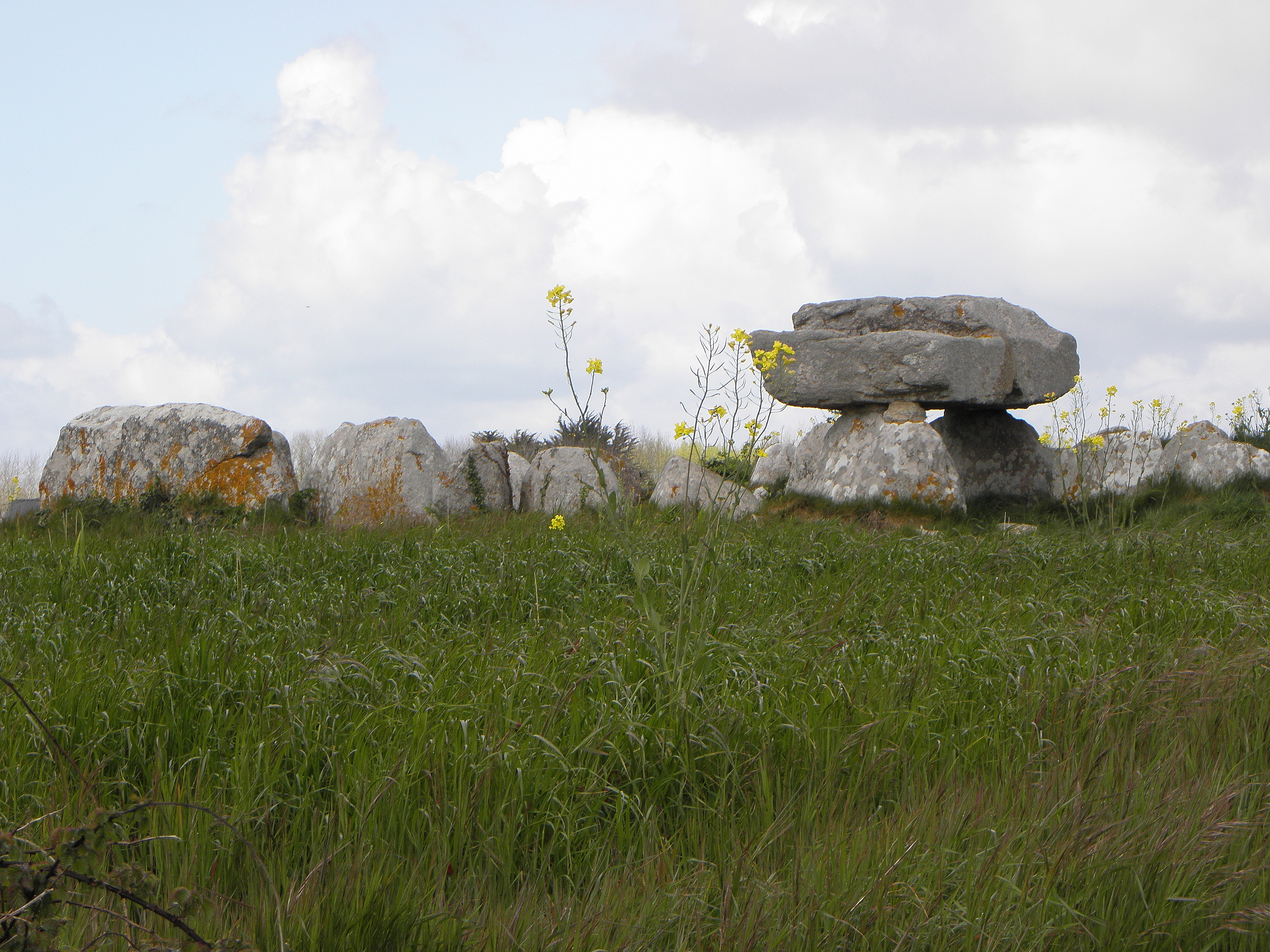
Allée couverte de Kerugon
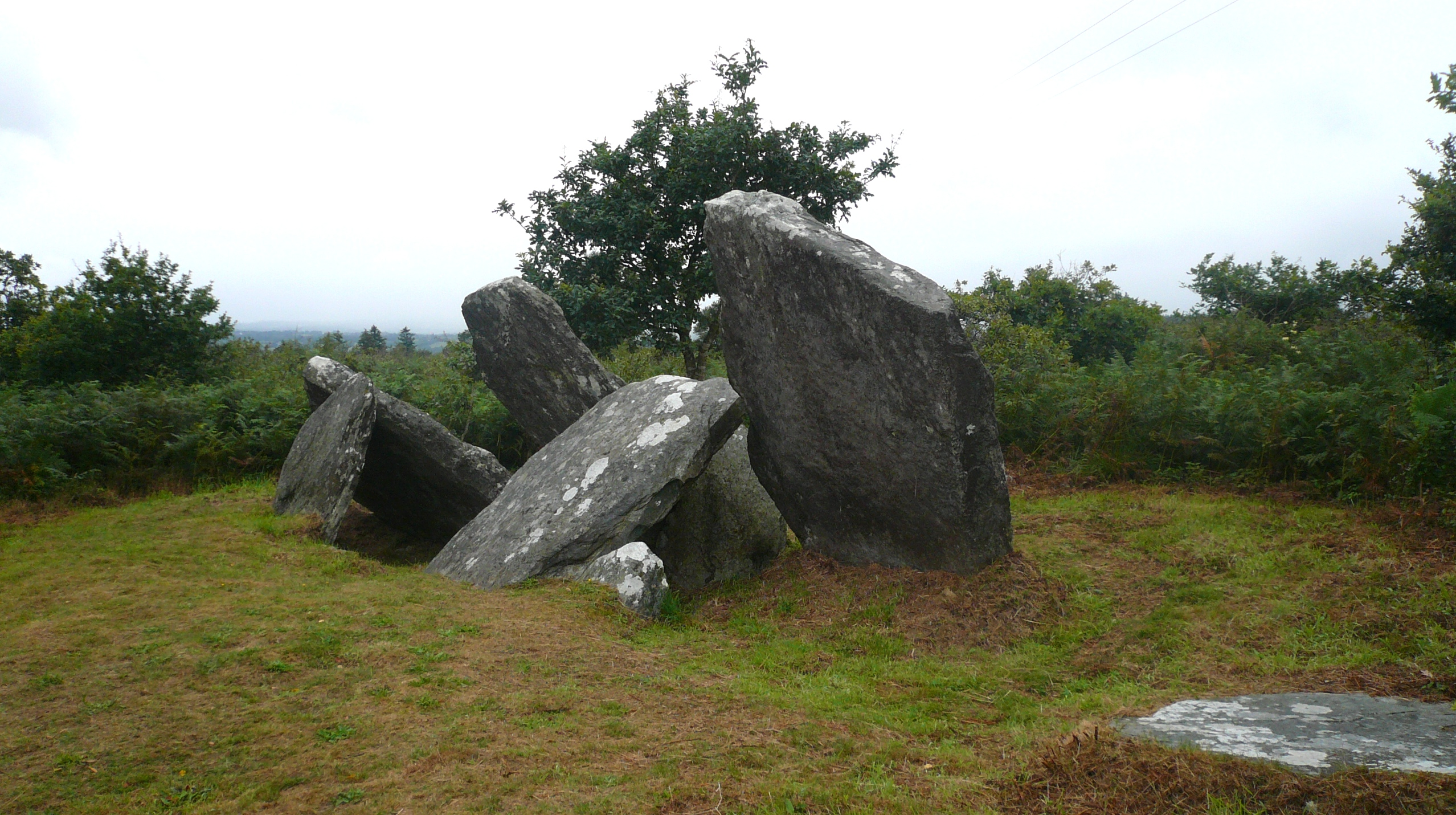
Allée couverte Castel Ruffel
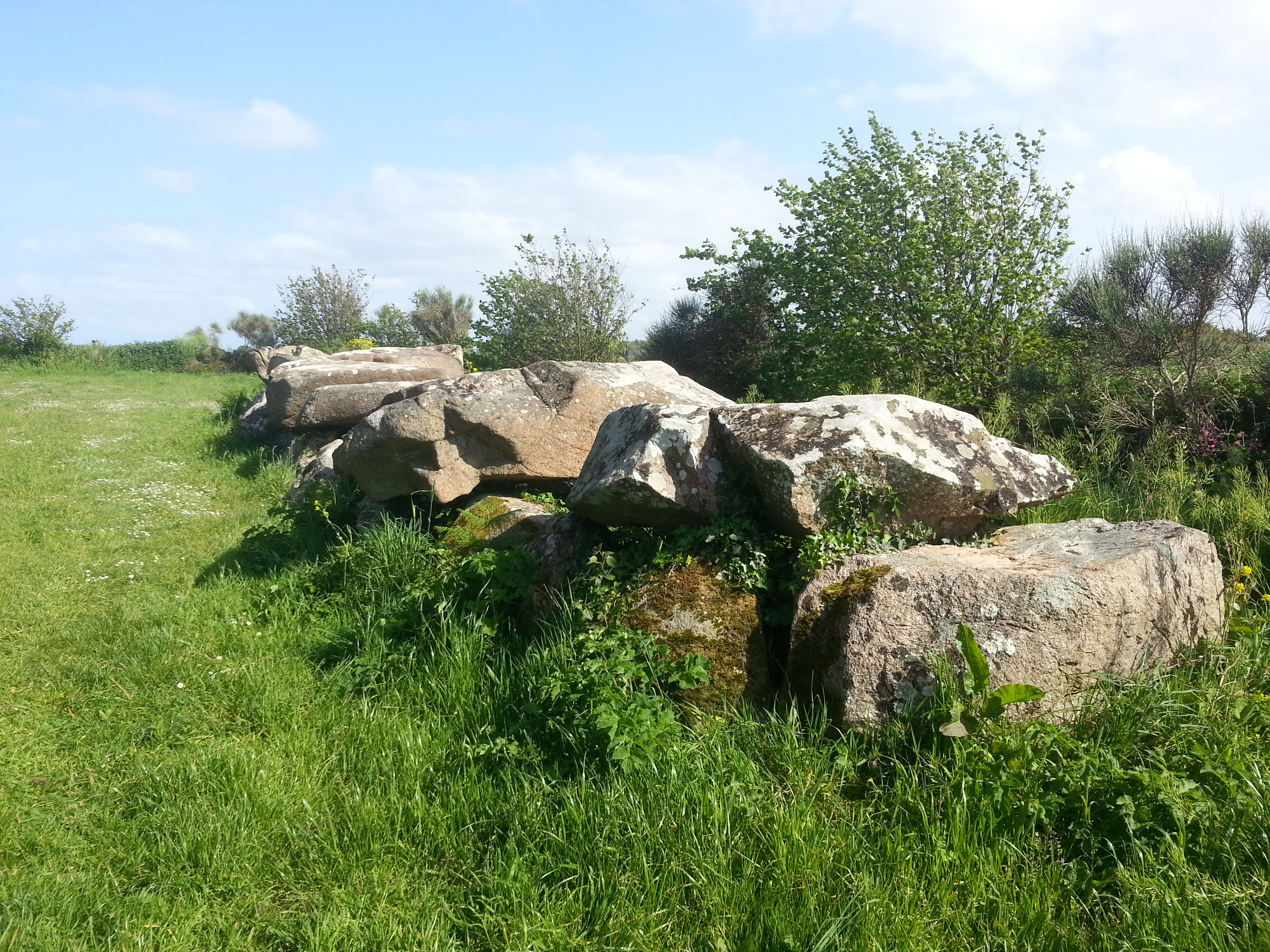
Allée couverte de Mélus Ploubazlanec
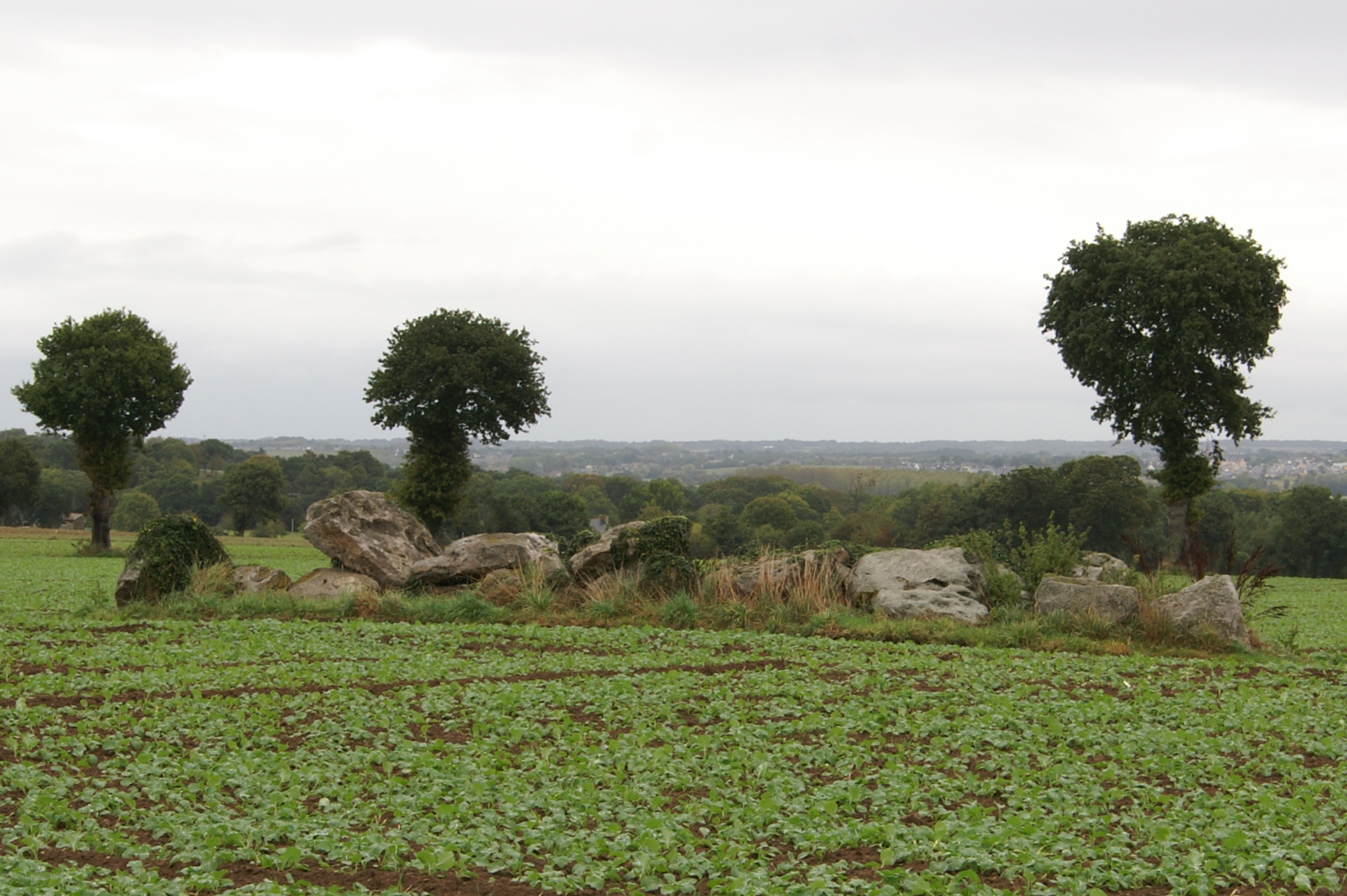
Allée couverte de la Hautière
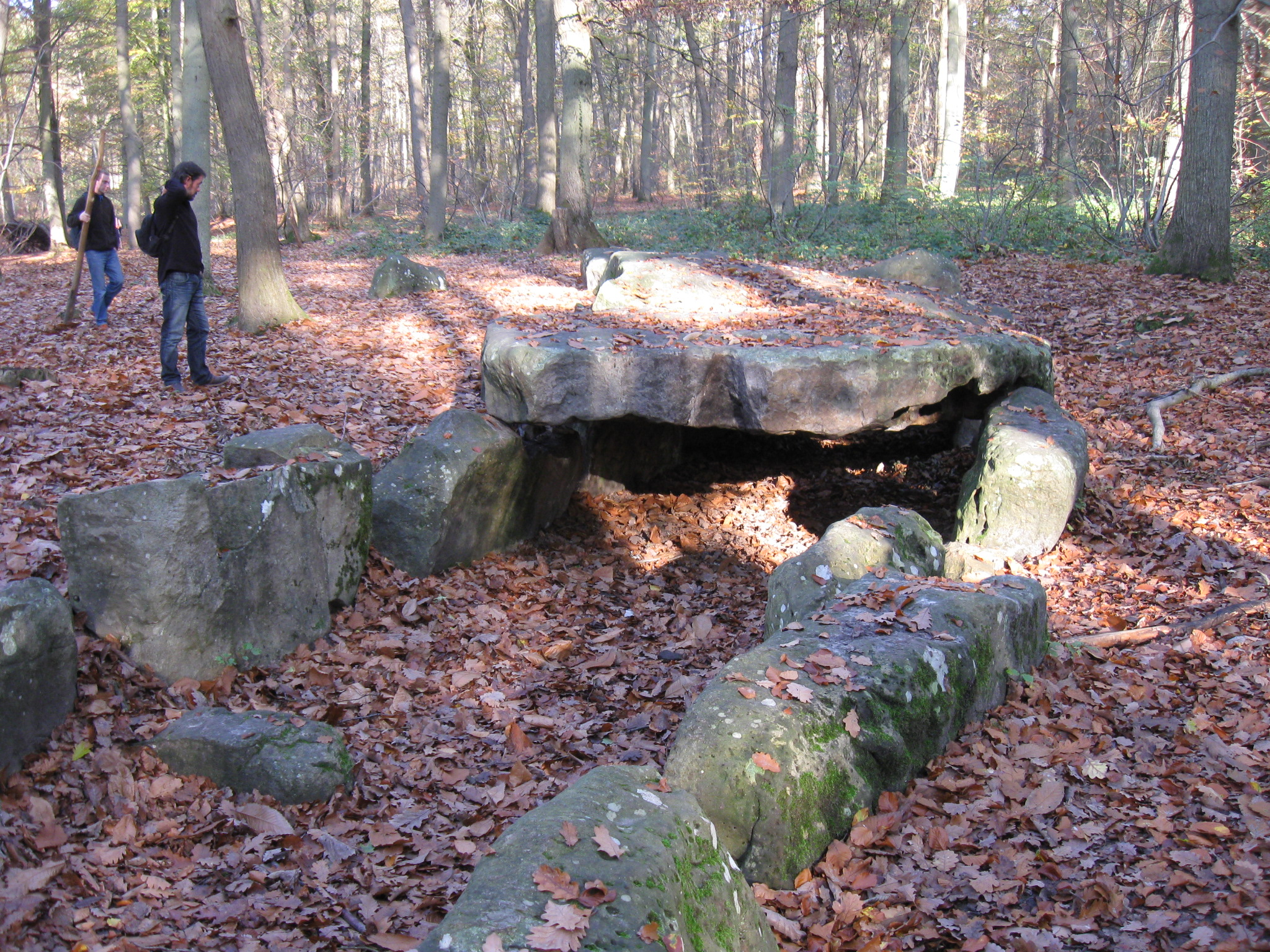
Allée couverte la Pierre Turquaise
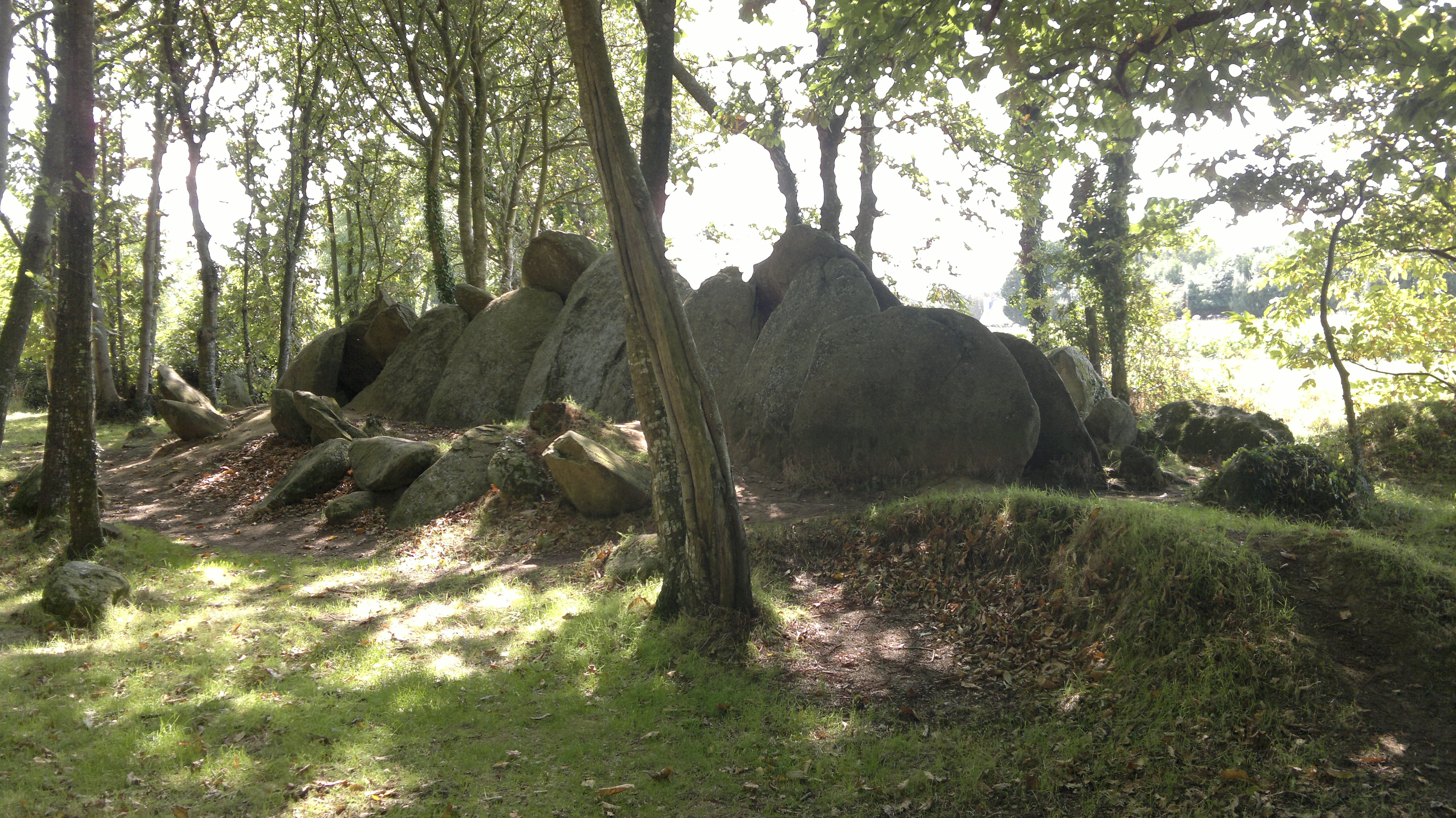
Allée couverte de Ty-ar-c'Horriket
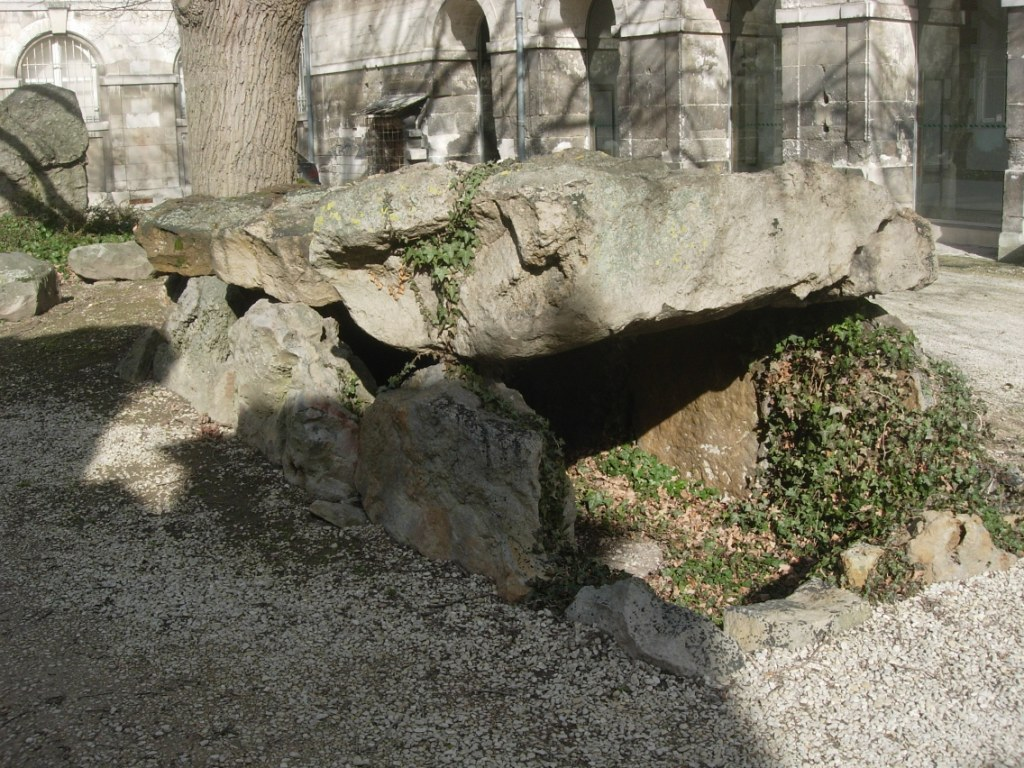
Allée couverte dite de Frécul